# 佩阿日島
66°46′S 141°32′E / 66.767°S 141.533°E
佩阿日島是南極洲的島嶼，位於阿黛利地，處於德庫維特角西南面0.9公里，在1951年由法國探險隊被繪入地圖，現時由南極條約體系管理。